# نقش هيركانوس
نقش هيركانوس هو عبارة عن قطعة من وعاء قديم.

## النقش
أثناء عمليات الحفر في موقف سيارات مدينة داود جفعاتي عام 2015 في القدس، اكتشف علماء الآثار جزءًا من وعاء طباشيري محفور عليه اسم "هيركانوس".  كانت أواني الطباشير مثل هذه تستخدم بشكل شائع من قبل اليهود بسبب مقاومتها للنجاسة الطقسية. كان الاسم شائعًا خلال فترة الحشمونائيم، مما يجعل من الصعب تحديد الشخص الدقيق. وكان هناك شخصيتان بارزتان تحملان هذا الاسم: يوحنا هيركانوس، ويوحنا هيركانوس الثاني.